# رالف کلاین (بازیکن بسکتبال)
رالف کلاین (عبری: רלף קליין‎؛ ۲۹ ژوئیهٔ ۱۹۳۱ – ۷ اوت ۲۰۰۸) بازیکن و مربی بسکتبال اهل اسرائیل بود.
وی همچنین برندهٔ جوایزی همچون جایزه اسرائیل شده‌است.
وی در مسابقات کشوری و بین‌المللی در مجموع برندهٔ ۱ مدال نقره شده‌است.